# Psyllaephagus cholcinellus
Psyllaephagus cholcinellus är en stekelart som beskrevs av Svetlana N. Myartseva 1978. Psyllaephagus cholcinellus ingår i släktet Psyllaephagus och familjen sköldlussteklar.
Artens utbredningsområde är:
- Turkmenistan.
- Uzbekistan.

Inga underarter finns listade i Catalogue of Life.